# Инкёв, Венцислав
Венцислав Владимиров Инкёв (болг. Венцислав Владимиров Инкьов; 19 мая 1956, Станке-Димитров) — болгарский шахматист, гроссмейстер (1982).
Чемпион Болгарии среди юношей (1972, 1973, 1975 и 1976); на чемпионате мира среди юношей (1975) — 3—4-е места; чемпионаты Европы среди юношей (1974 и 1975/1976) — 4-е и 1—3-е места. 
Лучшие результаты в чемпионатах Болгарии: 1977, 1981 и 1982 — 1—2-е места. В составе команды Болгарии участник 6-и Олимпиад (1978—1990). Лучшие результаты: 1982 (4-я доска — 7½ очков из 11) и 1984 (3-я доска — 7½ из 12). Успешно выступил в зональном турнире ФИДЕ в Варшаве (группа «Б», 1987) — 2-е место. Участник межзонального турнира в Загребе (1987) — 13-е место. 
Лучшие результаты в международных турнирах: Приморско (1976 и 1977) — 1—4-е и 2—3-е; Лодзь (1978 и 1979) — 1-е и 3-е; Албена (1979) — 2—4-е; Перник (1981) — 1—4-е; Бухарест (1981) — 2-е; Пампорово (1982) — 2—5-е; Тимишоара (1982) — 1—2-е; Варна (1985) — 1—3-е места.

## Изменения рейтинга
| Графики недоступны из-за технических проблем. См. информацию на Фабрикаторе и на mediawiki.org. |